# دیوید دآپلونیا
دیوید دآپلونیا (انگلیسی: Davide D'Appolonia؛ زادهٔ ۳ دسامبر ۱۹۹۳) بازیکن فوتبال اهل ایتالیا است.
از باشگاه‌هایی که در آن بازی کرده‌است می‌توان به باشگاه فوتبال ویچنزا و باشگاه فوتبال ونتزیا اشاره کرد.